# Paul Brien
Pour les articles homonymes, voir Brien.
Paul Brien né à Hannut, le 24 mai 1894 et mort à Watermael-Boitsfort le 19 février 1975 est un pédagogue et biologiste belge, également militant wallon.

## Biographie
Professeur (1928-1964) et doyen de la Faculté des Sciences (1945-1947) à l'Université libre de Bruxelles, éminent biologiste de tendance néo-lamarckienne, zoologue reconnu ayant notamment eu l'occasion d'étudier pendant quatre mois la faune de la dépression de l'Upemba (Congo belge devenu République démocratique du Congo), Paul Brien se pose aussi en ardent défenseur de la langue française et de la libre-pensée.
Sommité scientifique de niveau international, il se définit comme un homme resté ardent wallon et hesbignon, collé et rivé à sa commune natale.
Il fut sans doute un des derniers naturalistes complets au savoir encyclopédique, merveilleux pédagogue et chef d'école, défenseur passionné et subtil du concept d'épigénèse selon lequel le développement embryonnaire mais aussi la filiation évolutionniste procèdent par différenciation et régulation. L'épigénèse s'oppose aux conceptions dépassées de la préformation qui postulait la préexistence, dans l'œuf, des différents types de cellules qui devaient en naître. Il eut également une activité politique importante comme homme de gauche et militant wallon.
Il est président du Comité du Front populaire (belge) de 1935 à 1936, devient sénateur provincial du Brabant pour le Parti communiste de Belgique  en 1936, comme candidat du Front populaire mais démissionne la même année. Il est arrêté en 1942 par la Gestapo et emmené comme otage à la citadelle de Huy.
Membre du Comité permanent du Congrès national wallon en 1945, il signe la pétition La Wallonie en alerte comme 52 autres académiciens et professeurs d’université: la loi adaptant les sièges au chiffre de la population sera adoptée par une majorité Flamands contre Wallons. La pétition réclamait également le Fédéralisme et la formule d’un Parlement paritaire.  En 1964, il participe à la fondation du Rassemblement pour le Droit et la Liberté et devient président du parti qui en est issu, le Front démocratique des francophones (FDF). En mai 1967, il est nommé président d’honneur du FDF en raison de son combat francophone à Bruxelles.
Un centre hospitalier porte son nom à Schaerbeek.
Il est l'auteur d'une fondation qui porte son nom et qui est destinée à récompenser les étudiants méritants en zoologie à l'Université libre de Bruxelles.

## Distinctions
- Docteur honoris causa de l'université Cheikh-Anta-Diop (1963)[3]